# Браян Жубер
Бра́ян Жубе́р (також: Бріа́н, фр. Brian Joubert, *20 вересня 1984, Пуатьє) — французький фігурист, що виступає в одиночному чоловічому катанні; чемпіон світу 2007 року, триразовий чемпіон Європи (2004, 2007, 2009), семиразовий чемпіон з фігурного катання Франції, переможець фіналу Гран-прі 2006 року.

## Біографія
Бріан Жубер народився в Пуатьє (Франція). Батьки — Жан-Мішель і Раймон Жубер. 
Бріан почав кататися у віці 4 років зі своїми старшими сестрами. Починав у танцях на льоду, але, захопившись стрибковими елементами, вирішив змінити дисципліну на користь одиночного чоловічого катання.
Першим значним міжнародним турніром Жубера став у 2002 році Чемпіонат світу серед юніорів, на якому він зайняв 15-е місце. Першим дорослим дебютом Жубера стали змагання Skate America (2001 рік), де він посів 9-е місце.

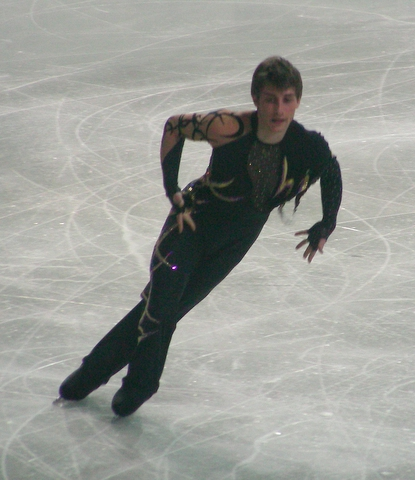
Браян Жубер на ЧЄ з фігурного катання 2007 року, Варшава (довільна програма)

У 2002 році Б. Жубер став бронзовим призером Чемпіонату Франції, що дозволило йому потрапити на Чемпіонат Європи з фігурного катання цього (2002) року. На цьому Чемпіонаті він став бронзовим призером і заробив путівку на XIX Зимові Олімпійські ігри (Солт-Лейк-Сіті, 2002), на яких став 14-м. В наступному місяці цього ж року Жубер посів 13-у позицію на Чемпіонаті світу з фігурного катання у Нагано.
В сезоні 2008/2009 Б.Жубер провалив домашній етап Гран-прі «Trophée Eric Bompard», де став лише 4-м, але потому зібрався і виграв етап «Cup of Russia», відібравшись у фінал серії Гран-прі. Однак, у Кореї, будучи на третьому місці після виконання короткої програми, знявся зі змагань через травму спини. До Національної першості з фігурного катання 2009 року Жубер також не встиг відновитися, і тому на ній не виступав. На Чемпіонаті Європи 2009 року Б.Жубер блискуче відкатав коротку програму, а в довільній, припустившись помилок, посів друге місце після Янніка Понсеро, однак, різниця балів дозволила йому залишитись на найвищому щаблі Європейської першості з фігурного катання 2009 року, а от на Чемпіонаті світу з фігурного катання 2009 року в Лос-Анджелесі, будучи 1-м після виконання короткої програми, Жубер зірвав декілька елементів у довільній, в т.ч. упав з потрійного акселя, і таким чином був змушений задовільнитися бронзою світової першості з фігурного катання.
За два дні після закінчення Світової першості 2009 року Жубер, невдовлений його бронзою, вирішив змінити тренера, розірвавши співпрацю з Жаном-Крістофом Сімоном, що тривала, починаючи з 2006 року. Чинний тренер (сезон 2009/2010) — Лоран Депуї (Laurent Depouilly).
Браян Жубер — найбільший невдаха сезону 2009/2010 (олімпійського), а сам сезон — найбільший провал у спортивній кар'єрі славетного фігуриста. Криза Жубера поглиблюється усвідомленням того, що навіть внутрішні (французькі) змагання він почав програвати молодому і дуже талановитому Флорану Амодьйо. Серед причини невдач Жубера — як задавнені фізичні травми, так і психологічні негаразди. Однак, сезон розпочинався для спортсмена доволі успішно — перемога на «NHK Trophy»—2009 і 4-е місце на «домашньому» етапі Гран-Прі «Trophée Eric Bompard» вивели фігуриста у Фінал з фігурного катання сезону, з якого, фігурист, втім, через травму знявся. У січні 2010 року на Чемпіонаті Європи з фігурного катання вже наявними стали ознаки кризи Жубера, коли спасувавши перед росіянином Плющенком Бріан спасував «настільки», що опинився лише на «бронзовому» щаблі першості. Справжня спортивна і особиста трагедія розігралась у лютому у Ванкувері на олімпійському турнірі (XXI Зимова Олімпіада), на який спортсмен їхав по медаль, про що заявляв сам (адже раніше уже брав участь у 2 Олімпіадах без успіху) — після короткої програми Жубер посідав дуже низьку 18-ту позицію, але й довільна зі зривами стрибків і каскаду не виправила ситуації — отримавши на класі 16-й результат, зрештою він і посів 16-е місце, поступившись цілій низці молодих європейських фігуристів, в тому числі і співвітчизнику Амодьйо (12-е місце). Своєрідна реабілітація після цієї невдачі відбулася на ЧС з фігурного катання-2010, де Жубер повторив тогорічний «європейський» результат, вигравши бронзову медаль.
У сезоні 2010/2011 Браян Жубер виграв усьоме Чемпіонат Франції з фігурного катання, випередивши Амодьйо. Потому на етапі Гран-прі «Cup of China»-2010 показав 4-й результат, а від участі в «домашньому» етапі «Trophée Eric Bompard» відмовився, не відібравшись таким чином до Фіналу серії Гран-Прі. Своєрідне конкурування з молодшим колегою по збірній Франції продовжилось — обіграв Амодьйо і на турнірі «French Masters», а от на ЧЄ з фігурного катання 2011 року наприкінці січня 2011 року навіть перший результат довільної разом із невдалим прокатом короткої (7-е місце) не дозволив Жуберові виграти першість — поступившись Амодьйо близько 4 балів, фігурист завоював срібну медаль.    

## Спортивні досягнення

### після 2004 року

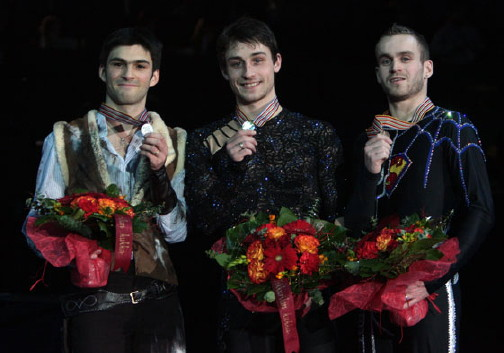
Жубер разом з двома іншими призерами (Контесті та ван дер Перреном) на подіумі Чемпіонату Європи з фігурного катання 2009 року

| Змагання/Сезони                        | 2004/2005 | 2005/2006 | 2006/2007 | 2007/2008 | 2008/2009 | 2009/2010 | 20109/2011 |
| -------------------------------------- | --------- | --------- | --------- | --------- | --------- | --------- | ---------- |
| Зимові Олімпійські ігри                |           | 6         |           |           |           | 16        |            |
| Чемпіонат світу з фігурного катання    | 6         | 2         | 1         | 2         | 3         | 3         |            |
| Чемпіонат Європи з фігурного катання   | 2         | 3         | 1         | 3         | 1         | 3         | 2          |
| Чемпіонат Франції з фігурного катання  | 1         | 1         | 1         | 1         |           |           | 1          |
| Турніри «French Masters»               | 3         | 1         | 1         | 1         | 2         | 2         | 1          |
| Фінали Гран-прі                        | 5         |           | 1         |           | WD        | WD        |            |
| Етапи Гран-прі: «NHK Trophy»           |           |           |           |           |           | 1         |            |
| Етапи Гран-прі: «Cup of Russia»        |           |           | 1         |           | 1         |           |            |
| Етапи Гран-прі: «Trophée Eric Bompard» | 2         | 2         | 1         | WD        | 4         | 4         | WD         |
| Етапи Гран-прі: «Skate Canada»         |           |           |           | 1         |           |           |            |
| Етапи Гран-прі: «Skate America»        | 1         | 3         |           |           |           |           |            |
| Етапи Гран-прі: «Cup of China»         |           |           |           |           |           |           | 4          |

- WD = знявся зі змагань

### до 2004 року
| Змагання / Сезони                      | 1999/2000 | 2000/2001 | 2001/2002 | 2002/2003 | 2003/2004 |
| -------------------------------------- | --------- | --------- | --------- | --------- | --------- |
| Зимові Олімпійські ігри                |           |           | 14        |           |           |
| Чемпіонати світу                       |           |           | 13        | 6         | 2         |
| Чемпіонати Європи                      |           |           | 3         | 2         | 1         |
| Чемпіонати світу серед юніорів         | 15        |           |           |           |           |
| Чемпіонати Франції                     | 10        | 14        | 3         | 1         | 1         |
| Чемпіонати Франції серед юніорів       | 2         | 4         |           |           |           |
| Турніри «French Masters»               |           |           |           | 3         | 1         |
| Фінали Гран-прі                        |           |           |           | 3         |           |
| Етапи Гран-прі: «Trophée Eric Bompard» |           |           |           | 5         | 4         |
| Етапи Гран-прі: «Skate America»        |           |           | 9         | 1         |           |
| Етапи Гран-прі: «Cup of China»         |           |           |           |           | 2         |
| Етапи Гран-прі: «NHK Trophy»           |           |           |           |           | 4         |
| Етапи юніорського Гран-прі, Франція    |           | 4         |           |           |           |
| Етапи юніорського Гран-прі, Польща     |           | 4         |           |           |           |

## Виноски
1. ↑  нормативне прочитання імені — Бріа́н, однак сам спортсмен не раз наголошував, щоб його називали на американський манер — Браян
2. ↑  Бріан Жубер знявся з фіналу Гран-прі через травму спини. Архів оригіналу за 24 лютого 2009. Процитовано 6 березня 2009.
3. ↑  Жубер через травму спини знявся з чемпіонату Франції. Архів оригіналу за 24 лютого 2009. Процитовано 6 березня 2009.
4. ↑  Patinage - Joubert se sépare de son entraîneur [Архівовано 3 квітня 2009 у Wayback Machine.] (фр.)